# NLab
nLab은 연구 수준의 메모, 설명 및 공동 작업을 위한 위키로, 유형 이론, 범주론 및 호모토피 이론의 방법론에 중점을 둔 수학, 물리학 및 철학 분야의 독창적인 연구를 포함한다. nLab은 유형 이론, 호모토피 이론, 범주 이론 및 상위 범주론이 수학, 물리학 및 철학의 통합된 관점을 제공한다는 "n-적 관점"(n-point of view, 위키백과의 중립적 관점인 NPOV에 대한 의도적인 말장난이다)을 지지한다. n-적 관점의 n은 상위 범주론에서 발견되는 n-범주, 호모토피 이론 과 상위 범주론 모두에서 발견되는 n-그루포이드 또는 호모토피 유형 이론에서 발견되는 n-유형 등을 나타낸다.

## 개요
nLab은 원래 존 카를로스 바에즈, 데이비드 코필드 및 우르스 슈라이버가 (당시) 운영하던 그룹 블로그인 n-Category Café의 게시물 댓글에서 나온 아이디어를 보관할 저장소를 제공하기 위해 고안되었다. 결국 nLab은 독립적인 프로젝트로 발전하였고, 이후 전체 연구 프로젝트와 백과사전 자료를 포함하도록 성장하였다.
nLab과 관련된 nForum은 공지와 nLab 편집 내용에 대한 토론(위키백과의 "토론" 페이지와 유사함), nLab에서 다루는 주제에 대한 일반적인 토론을 위한 온라인 토론 포럼이다.
nLab 운영위원회에 연락하는 가장 좋은 방법은 nForum에 글을 쓰는 것이다.
nLab의 실험적인 하위 프로젝트는 Publications of the nLab 으로, 온라인으로 게시되고 기본 위키와 상호 하이퍼링크된, 연구를 위한 저널로 사용된다.
nLab은 자크 디스틀러가 제공하고 유지 관리하는 Instiki 소프트웨어를 사용하여 우르스 슈라이버가 2008년 11월 28일에 설립하였다. nLab은 2015년 5월부터 스티브 오디의 Homotopy Type Theory MURI 보조금에서 자금 지원을 받는 카네기 멜런 대학교의 서버에서 실행된다. 시스템 관리자는 리처드 윌리엄슨이다. ncatlab.org 도메인은 우르스 슈라이버가 소유하고 있다.
nLab은 MathOverflow에 질문하기 전에 확인할 수 있는 표준 온라인 수학 참고 자료로 등록되어 있다. 많은 질문과 답변이 nLab의 자료로 연결된다. 수리 물리학자 존 카를로스 바에즈가 미국 수학회의 수학 블로그 리뷰에서 언급한 두 위키 중 하나이다.
"nLab을 운영하지 않는" 비공식 운영 위원회가 있지만, 전체 프로젝트에 문제를 일으킬 수 있는 문제를 해결하기 위해 존재한다.

## 같이 보기
- MathOverflow

## 참고 문헌
1. ↑  nPOV in nLab
2. ↑  Urs Schreiber, What is... the nLab?
3. ↑  Steering committee in nLab meta
4. ↑  Awodey, Steve (2014년 4월 29일). “HoTT awarded a MURI”. 《Homotopy Type Theory》. 2020년 8월 8일에 확인함.
5. ↑  MathOverflow, 1.0 'How to ask' page. Archived on 2013-06-04.
6. ↑  MathOverflow, Results for a search for 'nlab'. As of 2018-12-11 there are over 800 results.
7. ↑  John C. Baez, "Math Blogs", Notices of the American Mathematical Society, March 2010
8. ↑  Steering committee in nLab meta